# Jacarepaguá
Jacarepaguá (nombre en guaraní) es un barrio de la Zona Oeste de la ciudad de Río de Janeiro, localizado en la Baixada de Jacarepaguá, entre el Maciço de la Tijuca y la Serra de la Pedra Branca. Con una superficie de 75.80 km² (29.27 millas cuadradas), es el cuarto barrio más grande de la ciudad. En 2000, su población era de 100.822 personas, lo que lo situaba como el 9° barrio más populoso de Río.
Sin embargo, es un barrio en proceso de disgregación, porque hay importantes áreas, que históricamente se han considerado como la parte principal de Jacarepaguá, que con el tiempo se han ido separando y conformando como barrios propios, como es el caso de Anil, Curicica, Cidade de Deus, Freguesia (Jacarepaguá), Gardênia Azul, Pechincha, Praça Seca, Tanque y Taquara, que junto con Vila Valqueire y el propio Jacarepaguá, forman parte del distrito XVI (Jacarepaguá) del municipio de Río de Janeiro.
El resto del antiguo barrio de Jacarepaguá es hoy un numeroso grupo de localidades con nomenclaturas propias que son, en general, delimitaciones recientes que no se han denominado oficialmente como barrios por la Prefectura de Río. Existe la creencia de que con el tiempo Jacarepaguá desaparecerá como barrio y quedará como una referencia histórica para los barrios vecinos. 
- Datos: Q2618570
- Multimedia: Jacarepaguá / Q2618570